# Стоянович, Светозар
Све́тозар Стоя́нович (серб. Светозар Стојановић, хорв. Svetozar Stojanović, макед. Светозар Стојановиќ; 1931, Крагуевац — 7 мая 2010, Белград) — сербский и югославский философ-марксист и политический аналитик, один из представителей Школы праксиса. Критик режима Слободана Милошевича. Основатель Сербско-Американского центра (Центр национальной стратегии). Автор ряда книг о Перестройке и распаде Югославии.